# Мак-Лафлин (лунный кратер)
Мак-Лафлин (англ. McLaughlin), не путать с кратером Мак-Лафлин на Марсе, — крупный древний ударный кратер в северном полушарии обратной стороны Луны. Название присвоено в честь американского астронома Дина Бенджамина Мак-Лафлина (1901—1965) и утверждено Международным астрономическим союзом в 1970 году. Образование кратера относится к донектарскому периоду.

## Описание кратера
Ближайшими соседями кратера Мак-Лафлин являются кратер Рынин на западе; кратер Чепмен на западе-северо-западе; кратеры Ланглей и Стокс на северо-востоке; кратер Гальвани на востоке-северо-востоке; кратер Жерар на востоке и кратер Шёнфельд на юго-западе. Селенографические координаты центра кратера 47°01′ с. ш. 92°50′ з. д. / 47,01° с. ш. 92,83° з. д., диаметр 75,3 км, глубина 2,8 км.
Кратер Мак-Лафлин имеет полигональную форму и значительно разрушен за длительное время своего существования, северо-восточная часть кратера частично перекрывает сателлитный кратер Мак-Лафлин С. Вал сглажен и отмечен множеством небольших кратеров по всему периметру, высота вала в северо-восточной части значительно меньше. Внутренний склон широкий, за исключением северо-восточной части — места примыкания сателлитного кратера Мак-Лафлин С. Дно чаши ровное, за исключением юго-западной части. В центре чаши расположен короткий хребет.
Несмотря на расположение на обратной стороне Луны, при благоприятной либрации кратер доступен для наблюдения с Земли, однако под низким углом и в искажённой форме.

## Сателлитные кратеры
| Мак-Лафлин | Координаты                                            | Диаметр, км |
| ---------- | ----------------------------------------------------- | ----------- |
| A          | 51°19′ с. ш. 92°19′ з. д. / 51,32° с. ш. 92,32° з. д. | 31,6        |
| B          | 49°49′ с. ш. 90°59′ з. д. / 49,82° с. ш. 90,99° з. д. | 40,8        |
| C          | 48°10′ с. ш. 91°47′ з. д. / 48,17° с. ш. 91,79° з. д. | 57,6        |
| P          | 45°01′ с. ш. 94°40′ з. д. / 45,02° с. ш. 94,66° з. д. | 32,7        |
| U          | 47°04′ с. ш. 96°59′ з. д. / 47,06° с. ш. 96,99° з. д. | 31,6        |
| Z          | 52°27′ с. ш. 92°47′ з. д. / 52,45° с. ш. 92,79° з. д. | 20,7        |

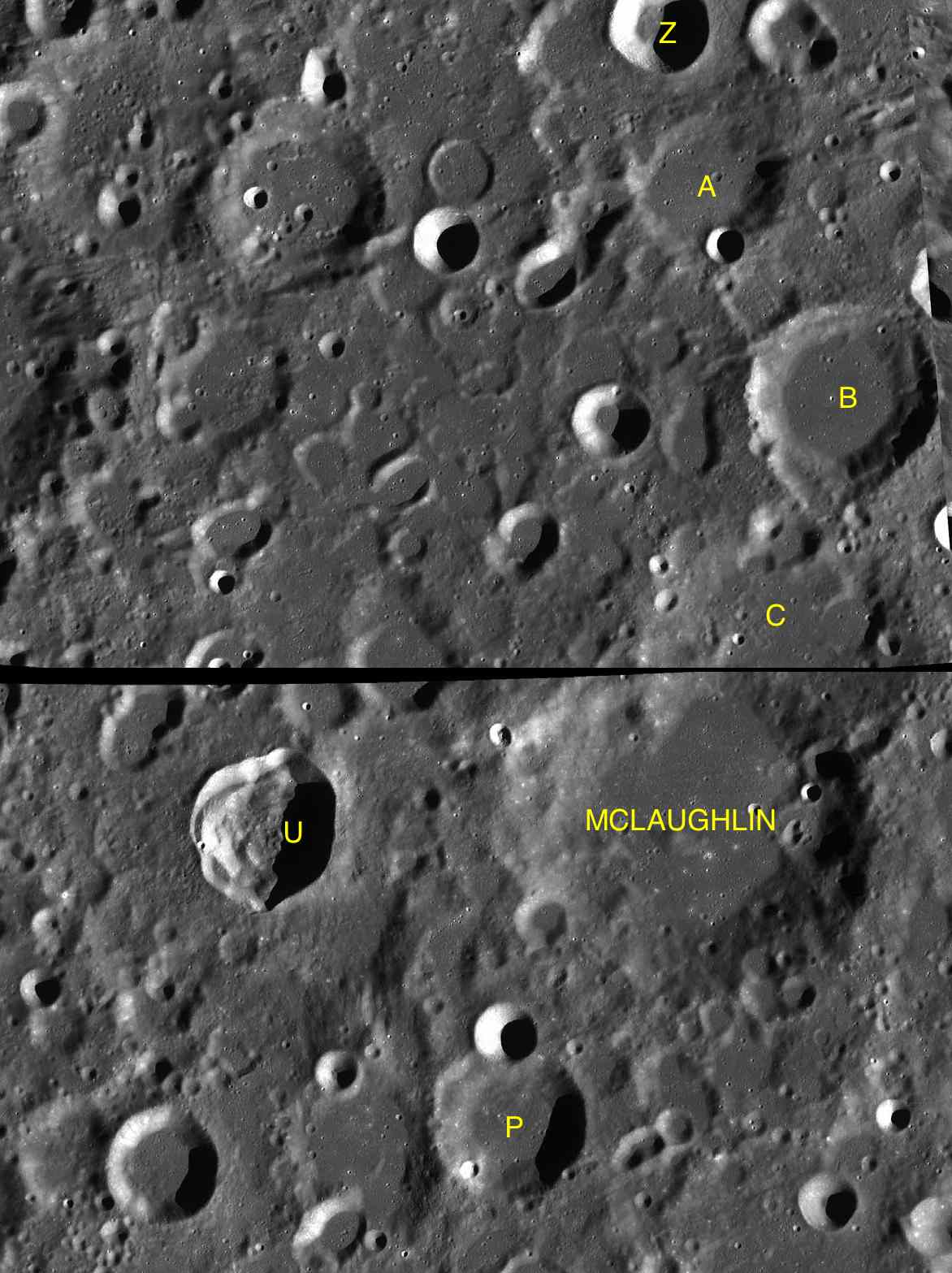
Фрагменты карт LAC-21, LAC-36

- Образование сателлитного кратера Мак-Лафлин C относится к донектарскому периоду[1].
- Образование сателлитного кратера Мак-Лафлин U относится к позднеимбрийскому периоду[1].